# Driftem
Driftem – singel polskiego rapera Kizo oraz rapera Young Igiego z albumu studyjnego Posejdon. Singel został wydany 15 lipca 2020 roku. Tekst utworu został napisany przez Patryka Wozińskiego i Igora Ośmiałowskiego.
Nagranie otrzymało w Polsce status podwójnej platynowej płyty w 2021 roku.
Singel zdobył ponad 15 milionów wyświetleń w serwisie YouTube (2023) oraz ponad 11 milionów odsłuchań w serwisie Spotify (2023).

## Nagrywanie
Utwór został wyprodukowany przez Poly i Gara. Za mix/mastering utworu odpowiada EnZU. Tekst do utworu został napisany przez Patryka Wozińskiego i Igora Ośmiałowskiego.

## Twórcy
- Kizo, Young Igi – słowa[1]
- Patryk Woziński, Igor Ośmiałowski – tekst[1][2]
- Poly, Gara – produkcja[1]
- EnZU – mix/mastering[1][2]

## Certyfikaty
| Kraj          | Certyfikat         |
| ------------- | ------------------ |
| Polska (ZPAV) | 2x platynowa płyta |